# エーリング
エーリング（Hering）は、1880年に創業したブラジルの衣料品メーカー、衣料品ブランドである。ブラジルで最古の部類に入る衣料品ブランドである。ラテンアメリカ最大の衣料品メーカーである。
エーリングと類似しているブランドといえば、アメリカ合衆国のGAPであり、廉価な衣料品を製造、販売している。ロゴマークには2匹のニシンを使用している。
本社をサンタカタリーナ州のBlumenauに置いており、本社と主力工場もその地に置いている。エーリングは公共サービスを除けば、Blumenauで最大の雇用主ともなっている。
エーリングの製品は、世界中に輸出されており、ブラジル国内においては社会的責任を最も果たしている企業の1つと目されている。